# Sensível
A sensível ou subtônica na teoria musical é um dos graus da escala musical e, na música tonal e no modo maior das escalas representa o sétimo grau, isto é, a sétima nota da escala ou do modo, localizado após o grau superdominante.
Cada grau da escala recebe um nome de acordo com a sua função exercida na escala. Na harmonia, é o grau que traz a sensibilidade para resolver/finalizar a música na tônica.
O acorde principal é formado sobre o sétimo grau de uma escala, que possui função meio-forte, simbolizado com o número romano VII se é maior, ou vii se é menor, Este grau substitui a dominante grau V.
Por exemplo, na harmonia triádica (que forma os acordes com intervalos de terça iniciando na nota tônica) usando a escala fundamental dó maior o acorde de três notas (tríade) que cumpre a função de Sensível, é composto pelas notas si-ré-fá (que correspondem respectivamente à: fundamental, terça e a quinta do acorde B).